# Mahir al-Asad
Mahir al-Asad (ur. 8 grudnia 1967 w Damaszku) – syryjski wojskowy i polityk. Najmłodszy syn wieloletniego autorytarnie rządzącego prezydenta Syrii Hafiza al-Asada i brat jego następcy Baszszara. Dowódca syryjskiej Gwardii Republikańskiej oraz 4 Brygady Pancernej. Według Human Rights Watch jednostka ta pod jego komendą dopuściła się zbrodni na ludności cywilnej w czasie tłumienia protestów opozycji w Darze w 2011, w czasie wojny domowej w Syrii.

## Życiorys

### Młodość i wczesna działalność
Jest najmłodszym synem Hafiza al-Asada, rządzącego autorytarnie Syrią od zamachu stanu w 1970 do śmierci w 2000, i jego żony Anisy. Zgodnie z życzeniem ojca ukończył pełny cykl edukacji w rodzinnym kraju; na Uniwersytecie Damasceńskim ukończył studia w zakresie biznesu. Następnie rozpoczął czynną służbę wojskową.
Po tragicznej śmierci starszego brata Basila, który w zamyśle Hafiza al-Asada miał po nim objąć urząd prezydencki, Mahir al-Asad był wymieniany wśród możliwych sukcesorów ojca. Ostatecznie ten jednak zdecydował, że prezydenturę przejmie po nim inny syn Baszszar, chociaż nie miał on ani doświadczenia wojskowego, ani ambicji politycznych, jakie posiadał Mahir. Prawdopodobną przyczyną tej decyzji była impulsywność i brutalność Mahira al-Asada (w 1999 w czasie kłótni postrzelił on swojego szwagra Asifa Szaukata).
Ok. 1996 został dowódcą jednej z brygad syryjskiej Gwardii Republikańskiej – elitarnej dywizji zmechanizowanej odpowiedzialnej za utrzymywanie porządku w centrum Damaszku, w tym w dzielnicy Malki zamieszkiwanej przez syryjską elitę władzy oraz w pałacu prezydenckim w Damaszku. Pojawiały się informacje o wyróżnieniu się przez niego w służbie.

### 2000–2011
W 2000 otrzymał awans na podpułkownika. W tym samym roku wszedł do Komitetu Centralnego Syryjskiego Oddziału Partii Baas.
W 2005 raport ONZ wymienił go w gronie syryjskich wojskowych odpowiedzialnych za organizację zamachu na libańskiego premiera Rafika al-Haririego.
Jest bliskim doradcą Baszszara al-Asada, wielokrotnie też pokazywał się z nim publicznie.

### W czasie syryjskiej wojny domowej
W 2011 był dowódcą syryjskiej Gwardii Republikańskiej oraz 4 Brygady Pancernej. Obydwie formacje określane są jako najważniejsze w systemie syryjskich sił bezpieczeństwa. Sam Mahir al-Asad zyskał w czasie wojny domowej opinię najbardziej brutalnego członka elity władzy skupionej wokół Baszszara al-Asada. Podejrzewano, że osobiście brał udział w tłumieniu manifestacji przeciwko jego rządom, strzelając z ukrycia do ich uczestników. Dowodził siłami syryjskimi tłumiącymi powstanie w Darze, gdzie według raportu Human Rights Watch jego żołnierze dopuścili się zbrodni na ludności cywilnej. Po tych wydarzeniach zyskał przydomek "rzeźnika z Dary", był także określany jako człowiek budzący w Syrii największy strach.
29 kwietnia 2011 Mahir al-Asad, z powodu swojego udziału w tłumieniu wystąpień antyrządowych, został objęty sankcjami Unii Europejskiej i USA. Prawdopodobnie osobiście dowodził wiernymi rządowi wojskami przy odbijaniu z rąk opozycji Dżisr al-Szughur w czerwcu tego samego roku. Wspierający opozycję rząd Turcji oskarżył podległe mu siły o szczególne okrucieństwo.
Po zamachu bombowym 18 lipca 2012 w Damaszku, w którym zginęli syryjski minister obrony Dawud Radżiha, gen. Hasan Turkumani, wiceminister obrony Asif Szaukat oraz kierujący Biurem Bezpieczeństwa Narodowego Regionalnego Kierownictwa Partii Baas Haszim Ichtijar, pojawiły się doniesienia, jakoby Mahir al-Asad został ciężko ranny. Informowano, jakoby stracił obie lub tylko jedną nogę i został przewieziony na leczenie do Rosji. Informacje te były dementowane. Od czasu zamachu Mahir al-Asad nie pokazywał się publicznie.
20 sierpnia 2012 pojawiła się informacja o jego śmierci w szpitalu w Moskwie. Również te doniesienia zostały określone przez rząd syryjski jako nieprawdziwe. W 2014 ukazała się jego fotografia. W grudniu 2016 otrzymał awans na stopień generała brygady.

## Życie prywatne
Jest żonaty z Manal al-Dżadan, w ich małżeństwie urodziły się dwie córki.